# Acaulospora capsicula
Acaulospora capsicula är en svampart som beskrevs av Blaszk. 1990. Acaulospora capsicula ingår i släktet Acaulospora och familjen Acaulosporaceae.   Inga underarter finns listade i Catalogue of Life.